# جيل فاولر
جيل فاولر (بالإنجليزية: Gil Fuller)‏ هو عازف جاز ومغني وملحن أمريكي، ولد في 14 أبريل 1920 في لوس أنجلوس في الولايات المتحدة، وتوفي في 26 مايو 1994 في سان دييغو في الولايات المتحدة.

## وصلات خارجية
- جيل فاولر على موقع ميوزك برينز (الإنجليزية)
- جيل فاولر على موقع أول ميوزيك (الإنجليزية)
- جيل فاولر على موقع أول ميوزيك (الإنجليزية)
- جيل فاولر على موقع ديسكوغز (الإنجليزية)